# Pólika
A Pólika női név az Apollónia, Paula és Polixéna magyar becenevéből önállósult.

## Rokon nevek
Apollónia, Apol, Apolka, Polla, Paula, Polixéna

## Gyakorisága
Az újszülötteknek adott nevek körében az 1990-es években szórványos volt. A 2000-es és a 2010-es években sem szerepelt a 100 leggyakrabban adott női név között.
A teljes népességre vonatkozóan a Pólika sem a 2000-es, sem a 2010-es években nem szerepelt a 100 leggyakrabban viselt női név között.

## Névnapok
március 14.,